# Tempête de sable en Australie de 2009
La tempête de sable en Australie de 2009 se déroule du 22 au 24 septembre 2009 dans l'est de l'Australie. C'est la plus intense et spectaculaire tempête de sable qu'ait connu le pays depuis 70 ans. La tempête est par la suite qualifiée comme « La mère de toutes les tempêtes de sable ».
Plusieurs milliers de tonnes d'aérosol sont emportées par la tempête puis larguées dans la baie de Sydney et en mer de Tasman. Le 23 septembre, le panache de la tempête de sable excède 500 kilomètres de largeur et 1 000 kilomètres de longueur, couvrant ainsi des dizaines de villes et de localités de Nouvelle-Galles du Sud et du Queensland. La tempête touche également plus tard, mais avec moindre importance, la Nouvelle-Zélande et la Nouvelle-Calédonie.
L'organisme fédéral australien de recherche scientifique (CSIRO) a calculé que 16 millions de tonnes de poussières et de sable ont été emportés par la tempête depuis le désert du centre de l'Australie. Au plus fort de la tempête, les plages de Nouvelle-Galles du Sud au nord de Sydney perdaient 75 000 tonnes de sables par heure. Au même moment, des épisodes météorologiques extrêmes frappaient les mégapoles d'Adélaïde et de Melbourne.

## Évolution météorologique

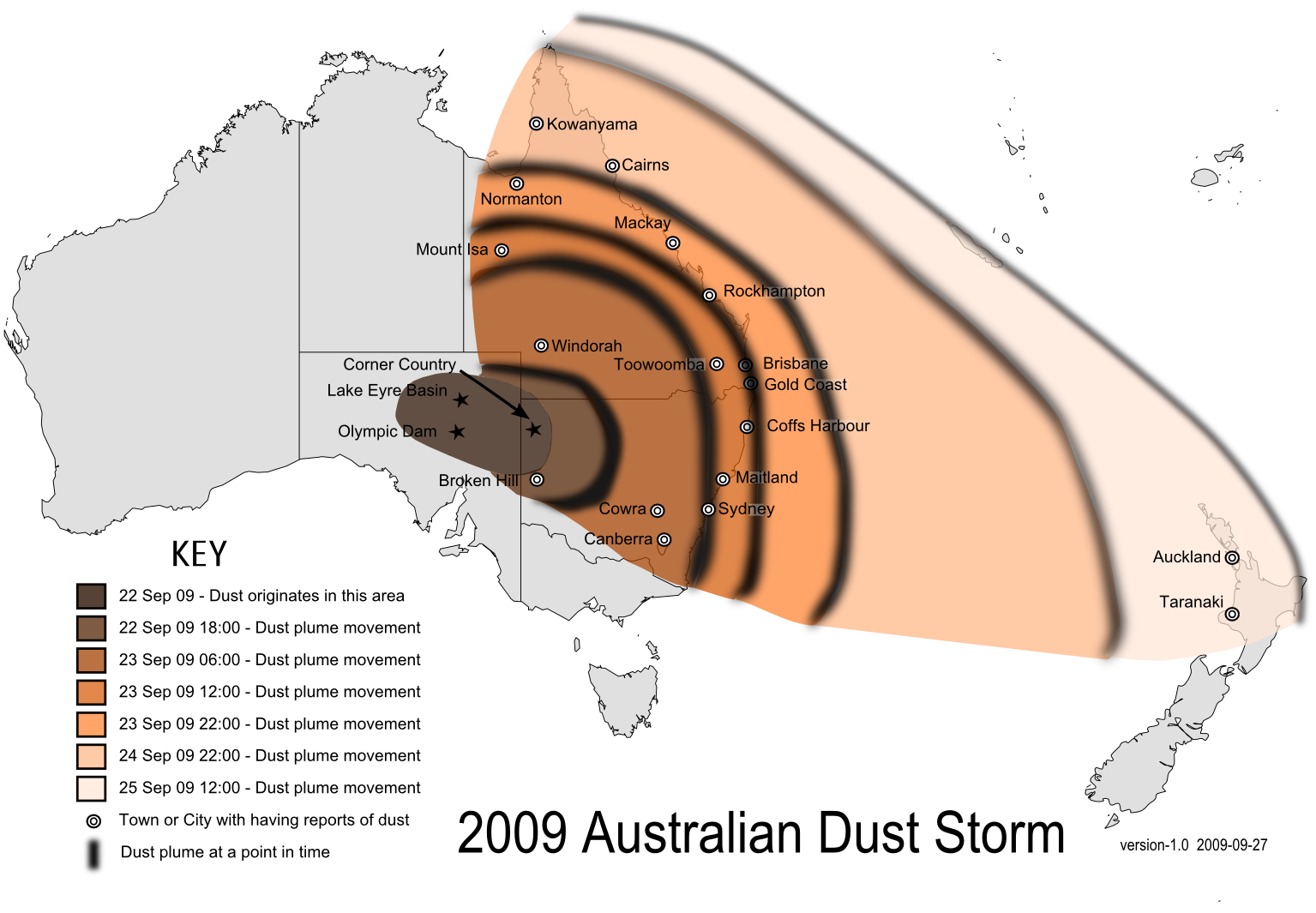
Propagation de la tempête de sable en Australie de 2009

Un an avant l'événement, l’Australie a connu d’importantes inondations qui ont transporté une très grande quantité de sable vers les rivières et trois mois de sécheresse ont suivi, anéantissant la végétation. Le tout a mis la table pour un événement exceptionnel.
Selon Barry Hanstrum, directeur régional du Bureau of Meteorology (BOM) pour la Nouvelle-Galles du Sud, une dépression intense sur le nord du pays a recueilli beaucoup de poussière de l'intérieur très sec du continent dans la région dite du Far West australien, une région aride et isolée, et dans le bassin du lac Eyre autour de la localité de Woomera. Les vents associés au front froid du système ont ainsi soulevé la poussière du nord-est de l’Australie du Sud le 22 septembre. Cette nuit-là, les vents se sont renforcés à 100 km/h et ont recueilli davantage de poussière dans les zones touchées par la sécheresse en Nouvelle-Galles du Sud,.
La concentration des particules en suspensions dans l'air atteignit un niveau record de 15 400 µg/m3 d'air, tandis que la valeur normale est de 20 µg/m3 et que ça monte jusqu'à 500 µg/m3 en cas d'incendie dans le bush. Une partie de la poussière provenait de la région de la mine d'uranium Olympic Dam ce qui avait laissé craindre qu'elle soit radioactive et dangereuse.
Le lendemain, le panache s'étendit de la péninsule du cap York jusqu'à 3 450 kilomètres plus au sud. Le phénomène est alors visible de l'espace, tandis qu'au niveau du sol, le ciel prend une spectaculaire et surréaliste teinte intense rouge-orange (comparable à la couleur de l’atmosphère martienne) et que la température chute considérablement du fait de la baisse de la luminosité,. L'intense tempête de sable a eu brièvement des conséquences similaires à celles d'un hiver nucléaire.
Une deuxième tempête de poussière, originaire de la même région mais plus petite, a atteint Broken Hill et Cobar à 22 heures le 25 septembre 2009. Elle est arrivée à Sydney entre 4 et 5 heures le 26 septembre 2009 donnant un indice de qualité de l’air de « mauvaise à dangereuse ». Cependant, elle n’était pas aussi intense et se termina au milieu de la matinée. La tempête a atteint ensuite Brisbane le soir du 26 septembre et la poussière devait se dissiper avant le 28 septembre 2009.
Le 29 novembre 2009, une autre tempête de poussière mineure s'est produite, réduisant la visibilité à 5 km au-dessus de Sydney.

## Impact

### Nouvelle-Galles du Sud, Sydney et Canberra

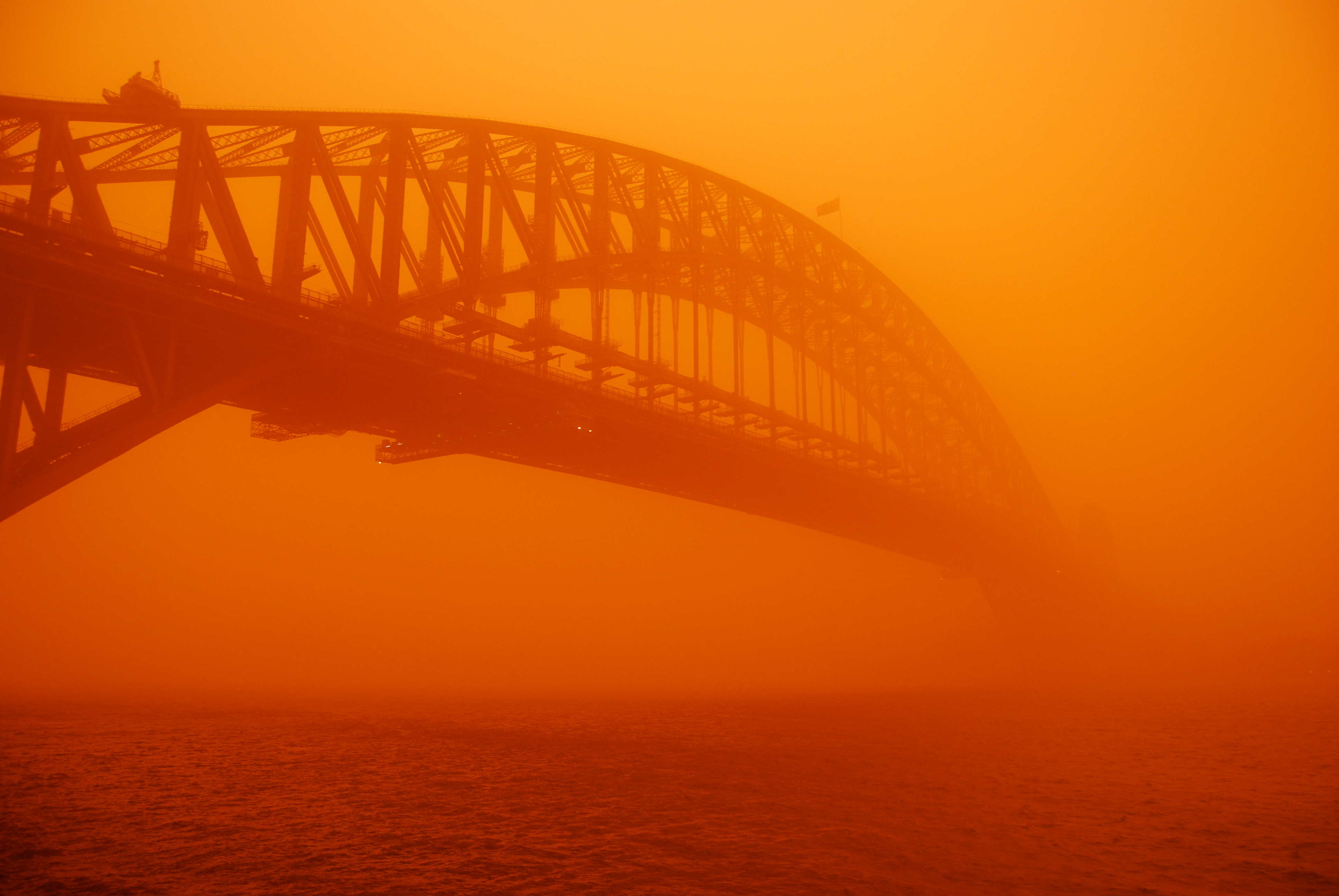
L'Harbour Bridge de Sydney durant la tempête.

Broken Hill fut la première ville d'importance touchée vers 15 h 30, le 22 septembre. Au moins une mine fut fermée et la visibilité était nulle. La tempête atteignit la capitale, Canberra et ses environs vers midi. Le sable et la poussière ont déclenché des avertisseurs de fumée dans tout l'État surchargeant les services d'urgence. Nombre d'asthmatiques furent hospitalisés. Des pluies nocturnes, les plus abondantes sur Canberra depuis des mois, lessivèrent la poussière et furent accompagnées de grêlons allant jusqu'au diamètre d'une balle de cricket par endroits.

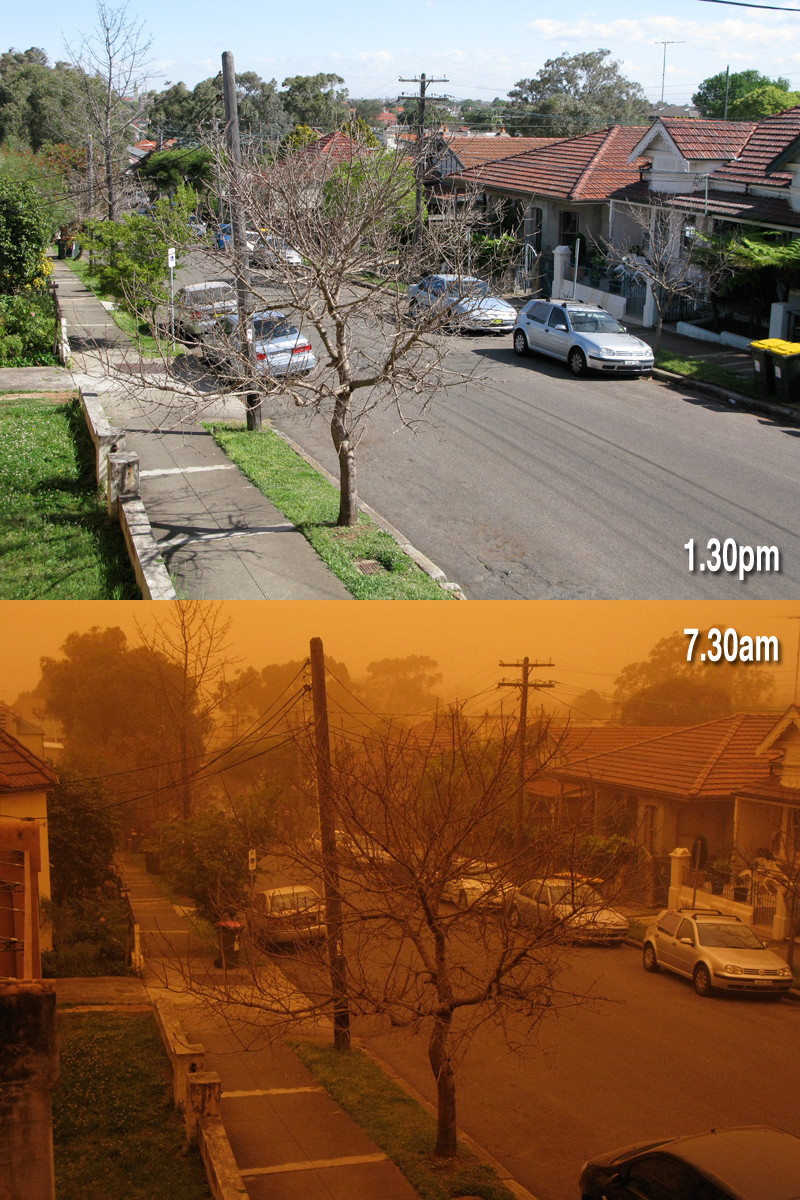
Avant et après le passage de la tempête à Sydney.

La tempête de poussière a également atteint la côte nord de Nouvelle-Galles du Sud le 23 septembre au matin. Coffs Harbour et son aéroport furent touchés à 7 heures du matin. La visibilité était réduite à 500 mètres à 9 heures et l'aéroport resta fermé jusqu'à 10 h 30. Grafton et Clarence Valley furent touchés à 8 h 30 ce qui a entraîné des retards de vol à l'aéroport de Ballina et des annulations de vols presque toute la journée à l'aéroport de Lismore, avec une visibilité de 700 mètres. Un carnaval organisé par une association de rugby des écoles locales a également été annulé.
La tempête a gravement perturbé les vols internationaux à l'aéroport Kingsford-Smith de Sydney : plusieurs vols matinaux d’Auckland , Christchurch et Wellington d’Air New Zealand ont dû rentrer en Nouvelle-Zélande après s’être retrouvés incapables d’atterrir à l’aéroport de Sydney et de nombreux autres furent reportés. Dix-huit (18) vols internationaux ont été détournés vers les aéroports de Melbourne ou de Brisbane, tandis que six autres ont été annulés,. Des retards de six heures ont été signalés pour les vols d'outre-mer, tandis que les vols intérieurs ont subi des perturbations pouvant aller jusqu'à trois heures.
Dans et autour de Sydney, la circulation fut perturbée, notamment le tunnel principal de l'autoroute M5 Est qui a été fermé, et les chantiers ont aussi été fermés. Les services de ferry et les courses de chevaux de l'hippodrome de Canterbury Park furent aussi annulées.
La tempête a distrait les enfants qui étaient en classe et de nombreux parents avaient gardé leurs enfants à la maison. Les excursions scolaires et les activités sportives furent annulées et les enfants restèrent à l'intérieur pendant les pauses dans certaines écoles. Les ventes de masques chirurgicaux ont augmenté à Sydney car les résidents inquiets se sont précipités pour se protéger de la poussière.

### Queensland

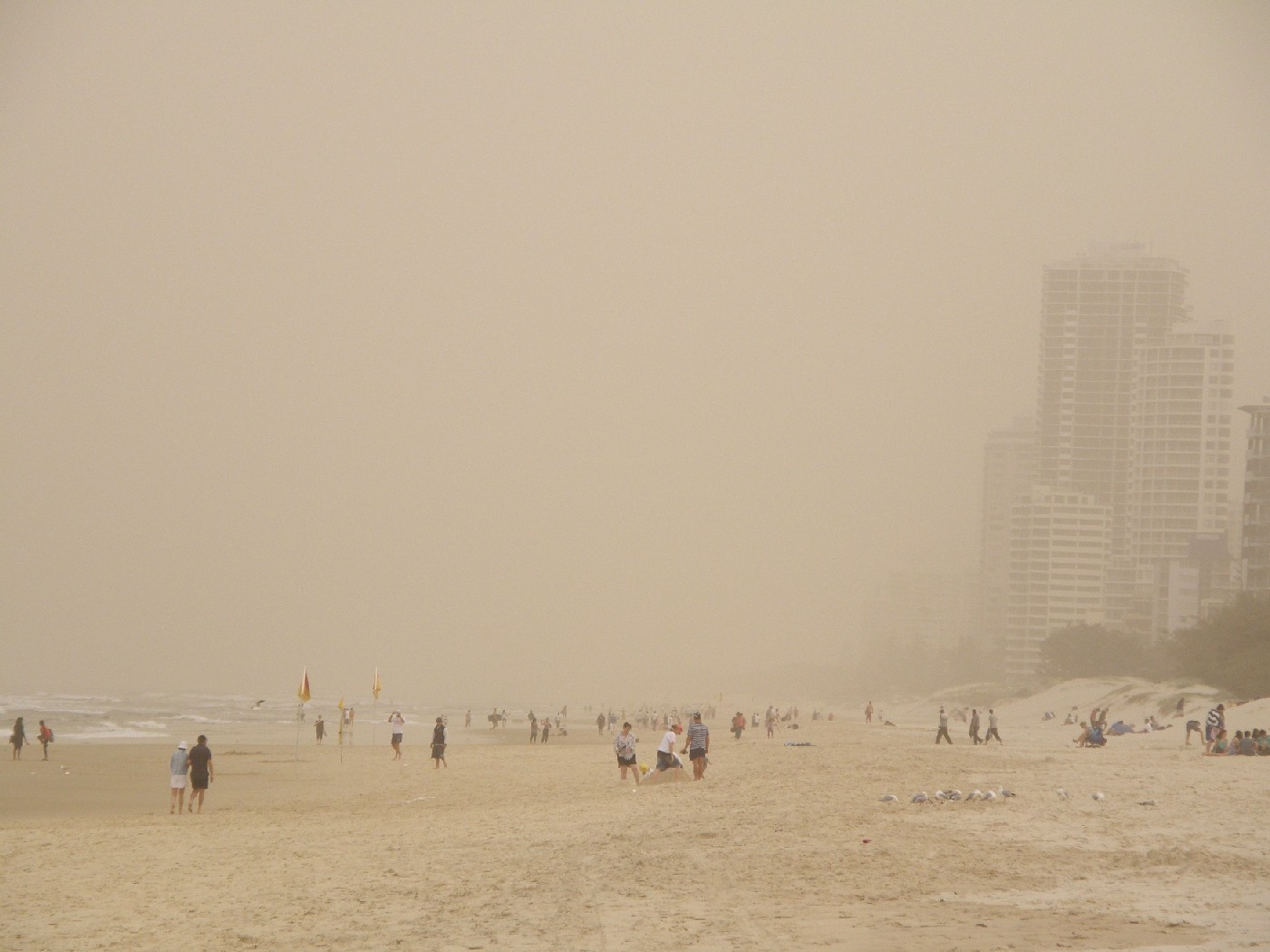
La tempête à la plage à Surfers Paradise, Queensland.

Les habitants de Windorah, dans le sud-ouest du Queensland, ont signalé une faible visibilité le 22 septembre au matin. Le 23 septembre, la visibilité à Toowoomba et Ipswich, dans le sud-est de l'État, furent réduite à 100 mètres. La région de la Gold Coast a également été touchée par la tempête de poussière à 11 h 30, réduisant la visibilité à 500 mètres. Brisbane fut aussi touchée mais la faible visibilité fut un moindre un problème à l’aéroport qu'elle le fut à celui de Sydney.
Dans le sud de l'État, plusieurs activités furent interrompues comme les chantiers de construction et l'accès à la plateforme d'observation de la Q1 Tower, l'alimentation électrique fut coupée dans certaines zones et la circulation était ralentie à cause de la faible visibilité. De fausses alarmes d'incendie ont entraîné l'évacuation du tribunal de première instance de Southport. Les vols en partance ont décollé, mais ceux entrants furent détournés. Les plages sont restées ouvertes avec l'ajout de drapeaux interdisant la baignade dans les zones non surveillées. Deux pêcheurs au large de l'île Stradbroke-Sud se sont perdus et furent rescapés par hélicoptère.
La tempête de poussière a atteint le centre et le nord du Queensland dans la soirée du 23 septembre 2009. Toutefois, l'effet fut moins important, avec une visibilité entre 50 et 7 000 mètres. Les vols commerciaux ne furent pas perturbés dans les régions comme Townsville, Blackwater, Rockhampton, Mackay, Cairns et le golfe de Carpentarie.

### Nouvelle-Zélande
La poussière rouge de la tempête a atteint la Nouvelle-Zélande le matin du 25 septembre, suivant le passage du front froid qui a rabaissé les températures sur l'île du Nord. Il a été observé par satellite météorologique, ainsi que par une station de mesure d’atténuation de radiation bêta) à l’aéroport d'Auckland et par la poussière se déposant au sol. Celle-ci fut notée à Auckland, ainsi que dans les régions de Northland, Waikato, la Baie de l'Abondance et Taranaki sur l'île du Nord et également atteint sur la côte occidentale de l'île du Sud,,.

### Nouvelle-Calédonie
Le 25 septembre 2009, le nuage de poussières atteignit la Nouvelle-Calédonie en fin de matinée en traversant la mer de Tasman. Il toucha la côte ouest de la Grande Terre et l’île des Pins où la visibilité est descendue à moins de 2 km. C'est un phénomène rarissime pour ces îles alors que la dispersion des particules au cours du trajet maritime atténue grandement la densité de la nuée. Des épisodes similaires furent précédemment observés mais se limitaient à une légère brume de sable.

## Inspiration cinématographique
Pour les scènes futuristes extérieures censées se dérouler à Las Vegas dans le film Blade Runner 2049 (2017), Roger Deakins qui était le directeur de la photographie de ce film confia dans une interview s'être inspiré avec le réalisateur de la spectaculaire atmosphère brumeuse et orangée qui régna au plus fort de la tempête de sable qui s'abattit sur l'Est de l'Australie en 2009 :

« Pour Las Vegas, Denis Villeneuve voulait de la poussière rouge. Nous en discutions longuement et nous sommes tombés sur des photos de Sydney en pleine tempête de sable, prises quelques années plus tôt. Il y avait de magnifiques photos de l'Opéra de Sydney recouvert d'une brume de poussières rouges. Cela nous servit de base pour les scènes de Las Vegas. »

## Galerie de photos de la tempête

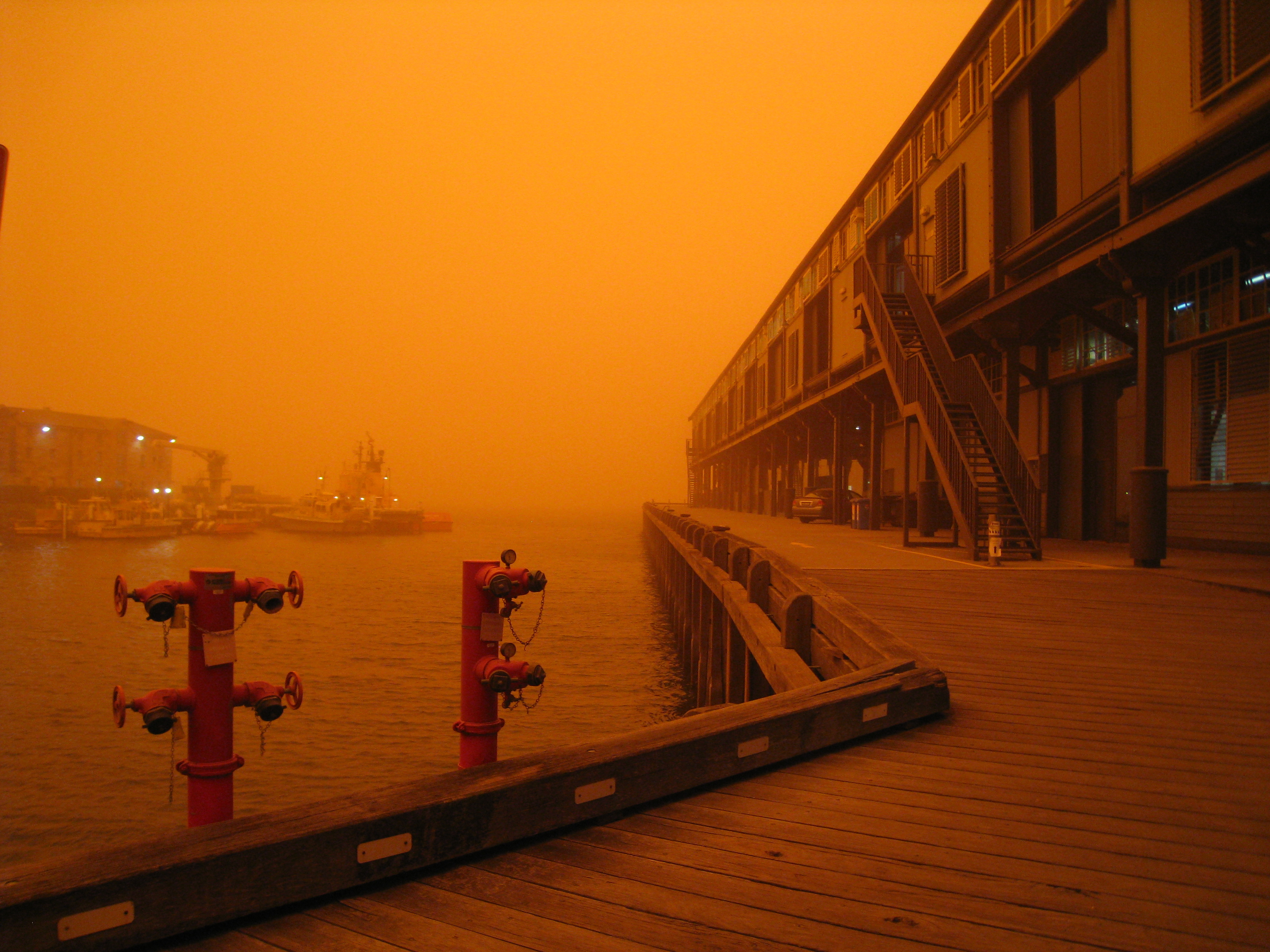
Quai du port de Sydney durant la tempête.
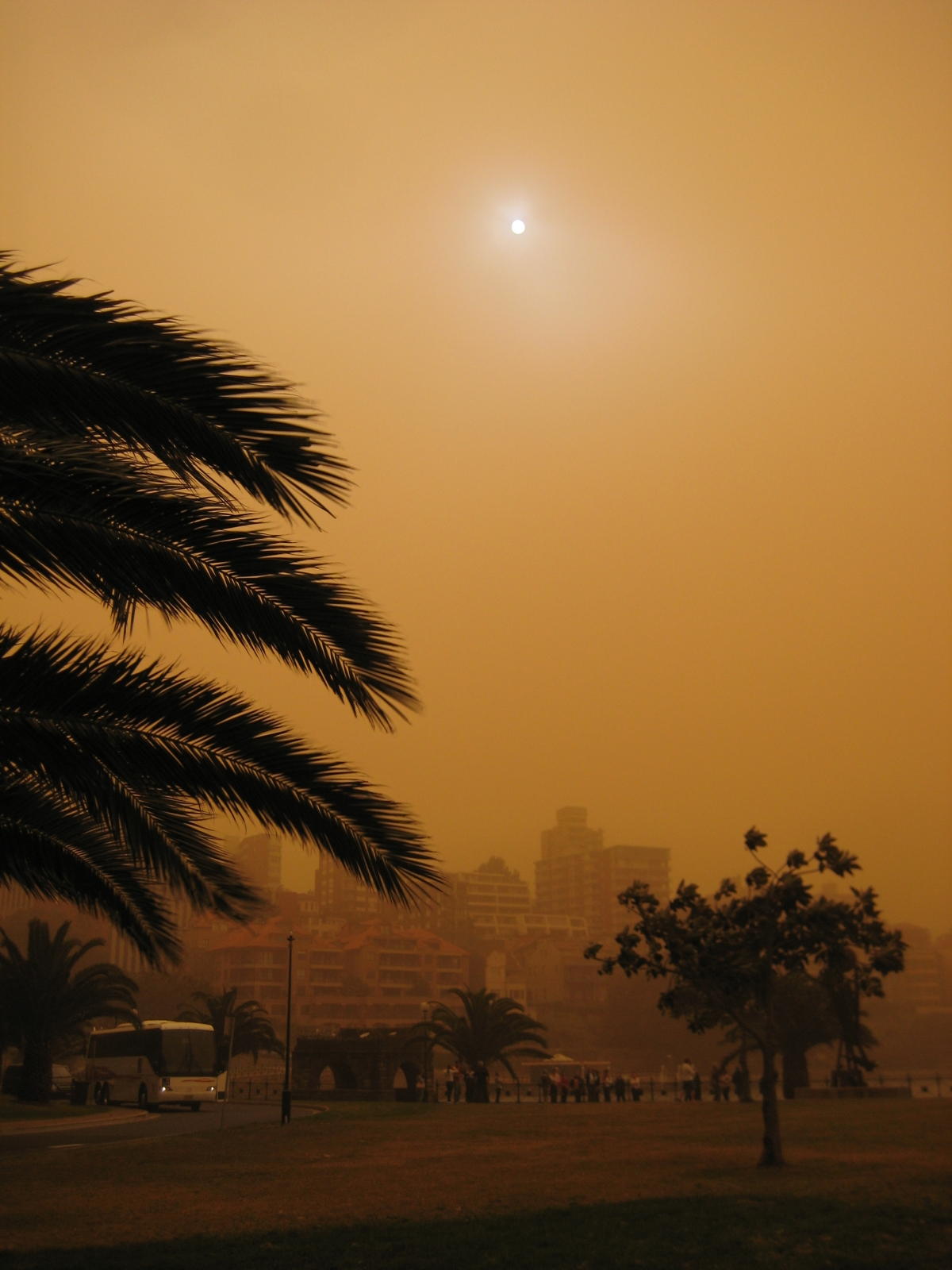
Kirribilli (Banlieue de Sydney).
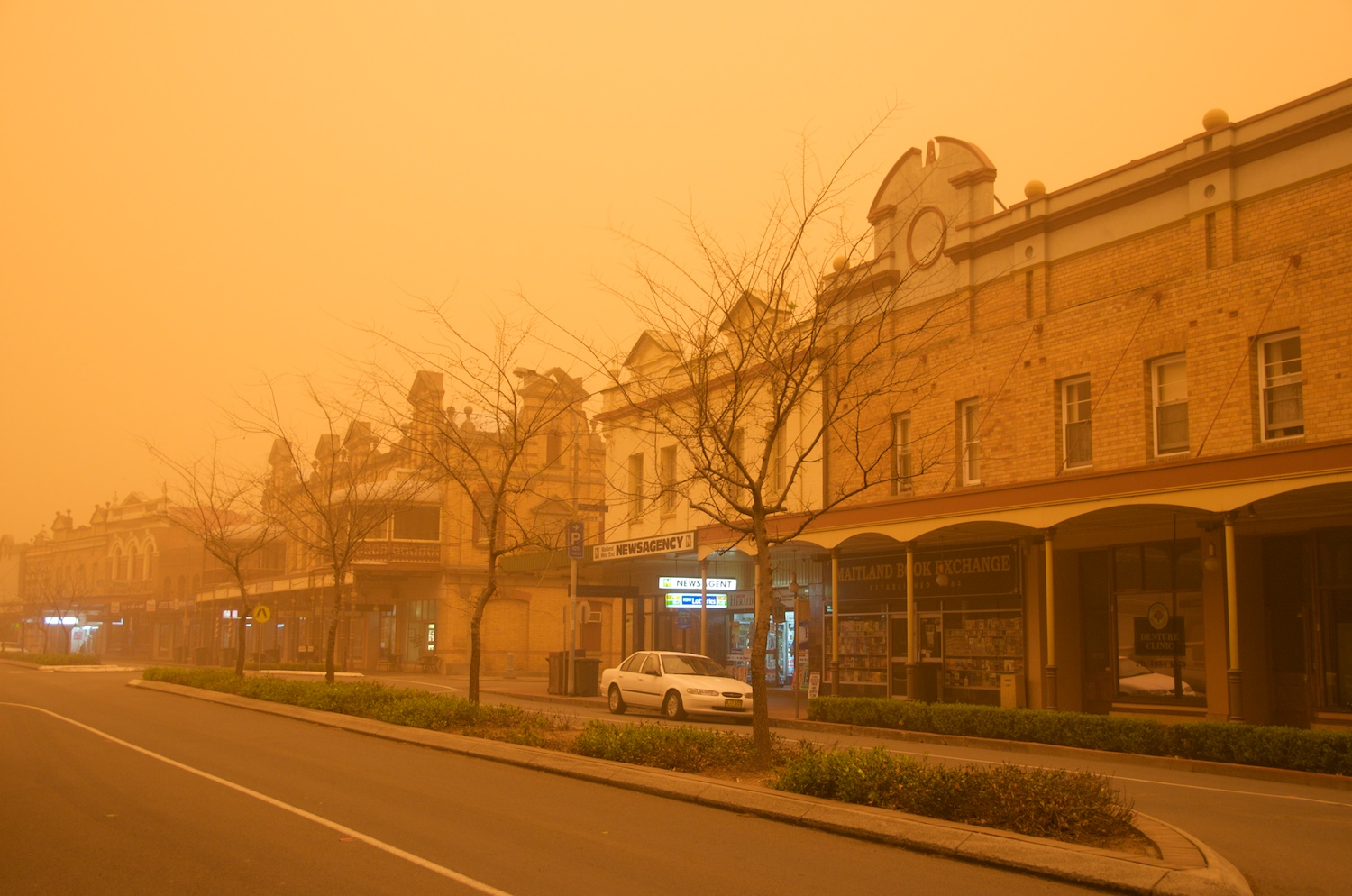
Maitland.
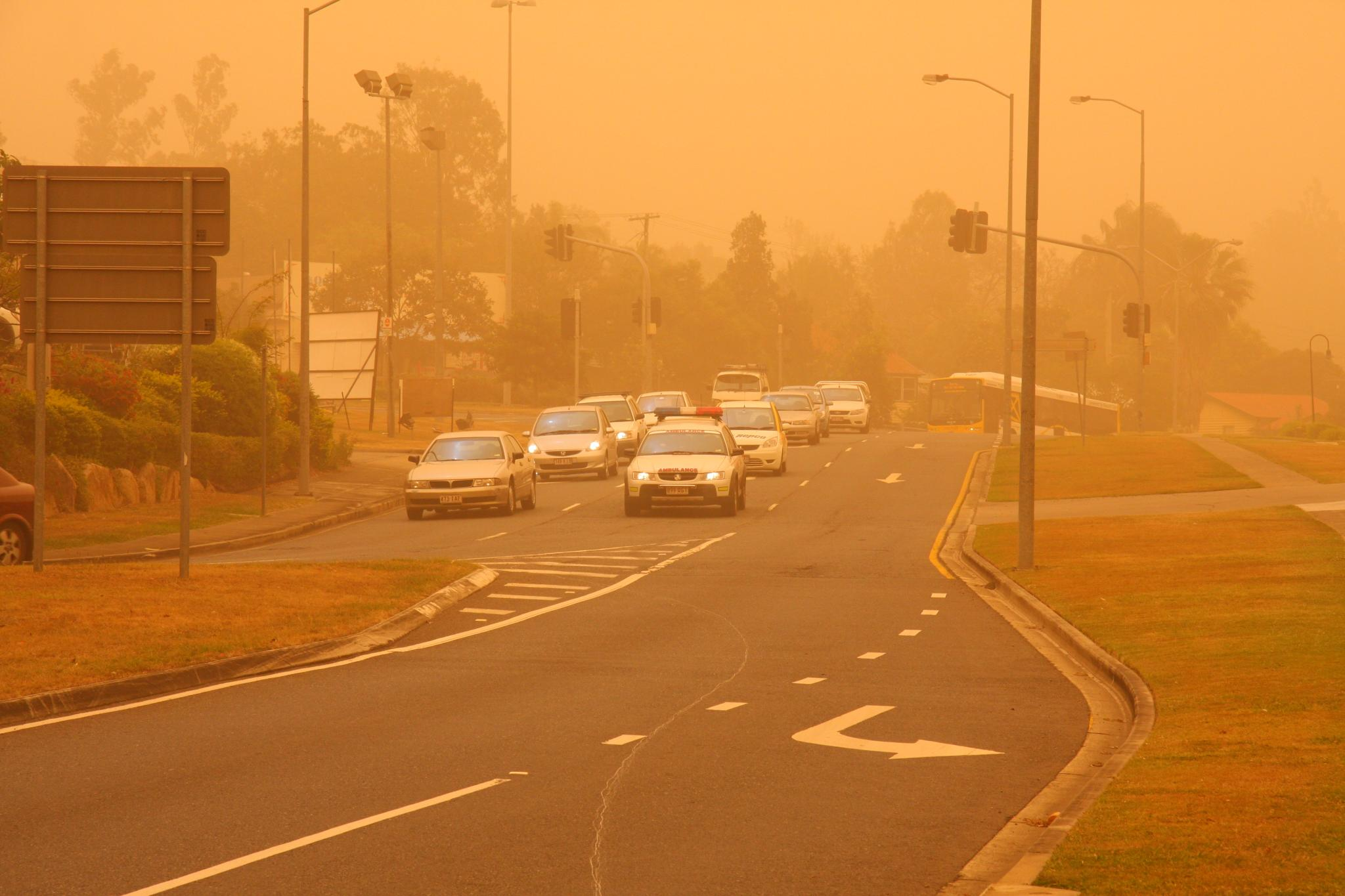
Indooroopilly (Banlieue de Brisbane).
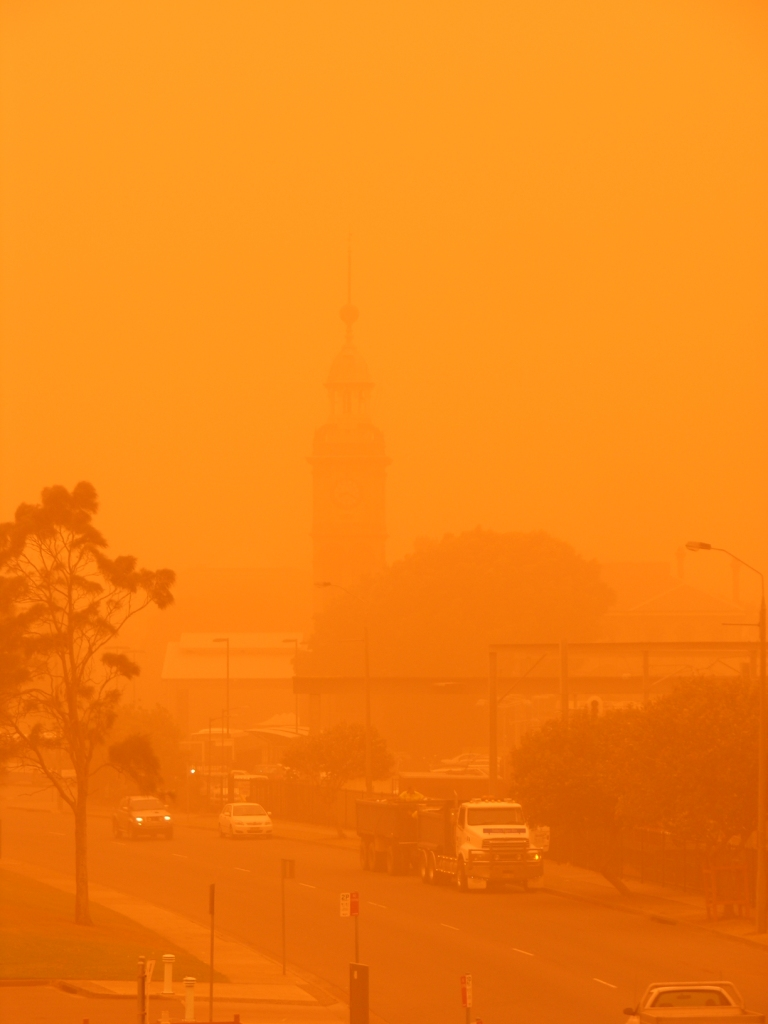
Newcastle.
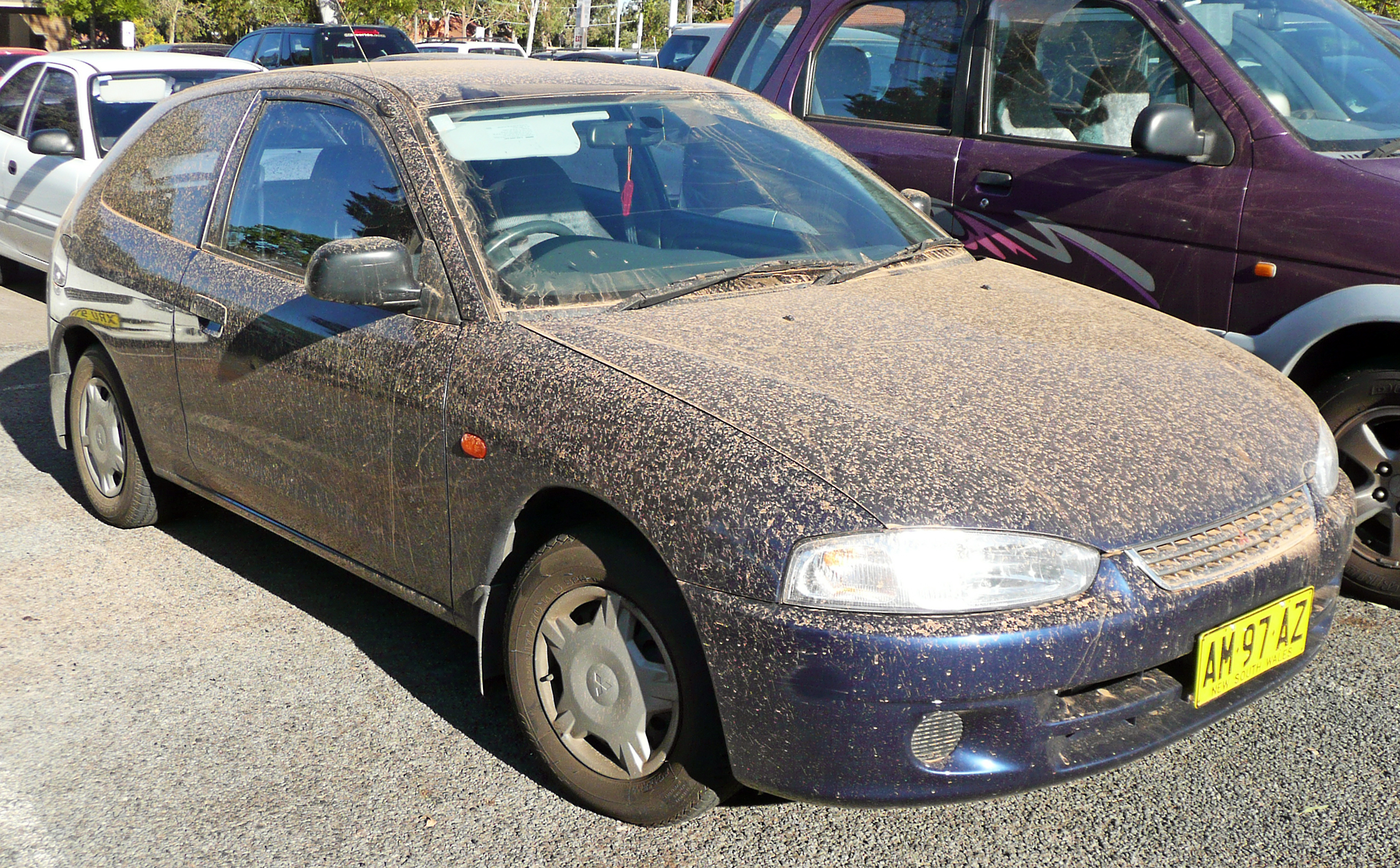
Voiture maculée par la tempête de sable.